# Lijst van trammusea in Nederland
Trammusea in Nederland waar historische trams bewaard worden en ritten voor publiek gereden worden:
- Electrische Museumtramlijn Amsterdam (EMA), Amsterdam, Haarlemmermeerstation – Amstelveen – Bovenkerk
- Haags Openbaar Vervoer Museum (HOVM), Den Haag (tram en bus)
- Museumstoomtram Hoorn-Medemblik (SHM), Hoorn – Zwaag – Wognum – Twisk – Opperdoes – Medemblik
- Nationaal Smalspoormuseum, Valkenburgse Meer, Katwijk, industriespoor en onder andere Gelderse Tram
- Nederlands Tram Museum, een voormalige statisch museum in Weert
- Nederlands Transport Museum, met diverse vervoermiddelen (vliegtuig, bus, tram, metro). Tot 2022 in Nieuw-Vennep (statisch museum)
- NZH-Vervoermuseum (Blauwe Tram), Haarlem (statisch museum)
- Rotterdams Openbaar Vervoer Museum
- Stichting voorheen RTM (RTM), Punt van Goeree (Ouddorp) – Port Zélande – Scharendijke op de Brouwersdam
- Tramlijn Nederlands Openluchtmuseum, Arnhem (ringlijn met trams op het museumterrein)
- Tramweg-Stichting (TS), behoud en restauratie van oude trams, Scheveningen
- Stichting TramWerk, restauratie van oude trams, Den Haag